# Bližanovy
Bližanovy (německy Blisanow) jsou vesnice, část města Plánice v okrese Klatovy v Plzeňském kraji. Nachází se asi 4,5 kilometru severovýchodně od Plánice. Prochází zde silnice II/187. Bližanovy jsou také název katastrálního území o rozloze 4,51 km².

## Historie
První písemná zmínka o vesnici pochází z roku 1551.

## Obyvatelstvo
| Rok            | 1869 | 1880 | 1890 | 1900 | 1910 | 1921 | 1930 | 1950 | 1961 | 1970 | 1980 | 1991 | 2001 | 2011 | 2021 |
| -------------- | ---- | ---- | ---- | ---- | ---- | ---- | ---- | ---- | ---- | ---- | ---- | ---- | ---- | ---- | ---- |
| Počet obyvatel | 417  | 390  | 412  | 438  | 448  | 414  | 363  | 216  | 211  | 164  | 126  | 107  | 105  | 103  | 102  |
| Počet domů     | 54   | 59   | 60   | 64   | 69   | 71   | 75   | 75   | 64   | 54   | 44   | 64   | 66   | 67   | 71   |

## Obecní správa
Při sčítání lidu v letech 1850–1960 Bližanovy byly samostatnou obcí, se kterým patřily nejprve do okresu Klatovy, ale v roce 1950 v okrese Horažďovice. V letech 1961–1979 byly částí obce Lovčice v okrese Klatovy. Od 1. ledna 1980 jsou částí města Plánice v okrese Klatovy. V letech 1850–1920 k obci patřilo Pohoří.

## Pamětihodnosti
- Malý špýchar u domu čp. 39

## Galerie

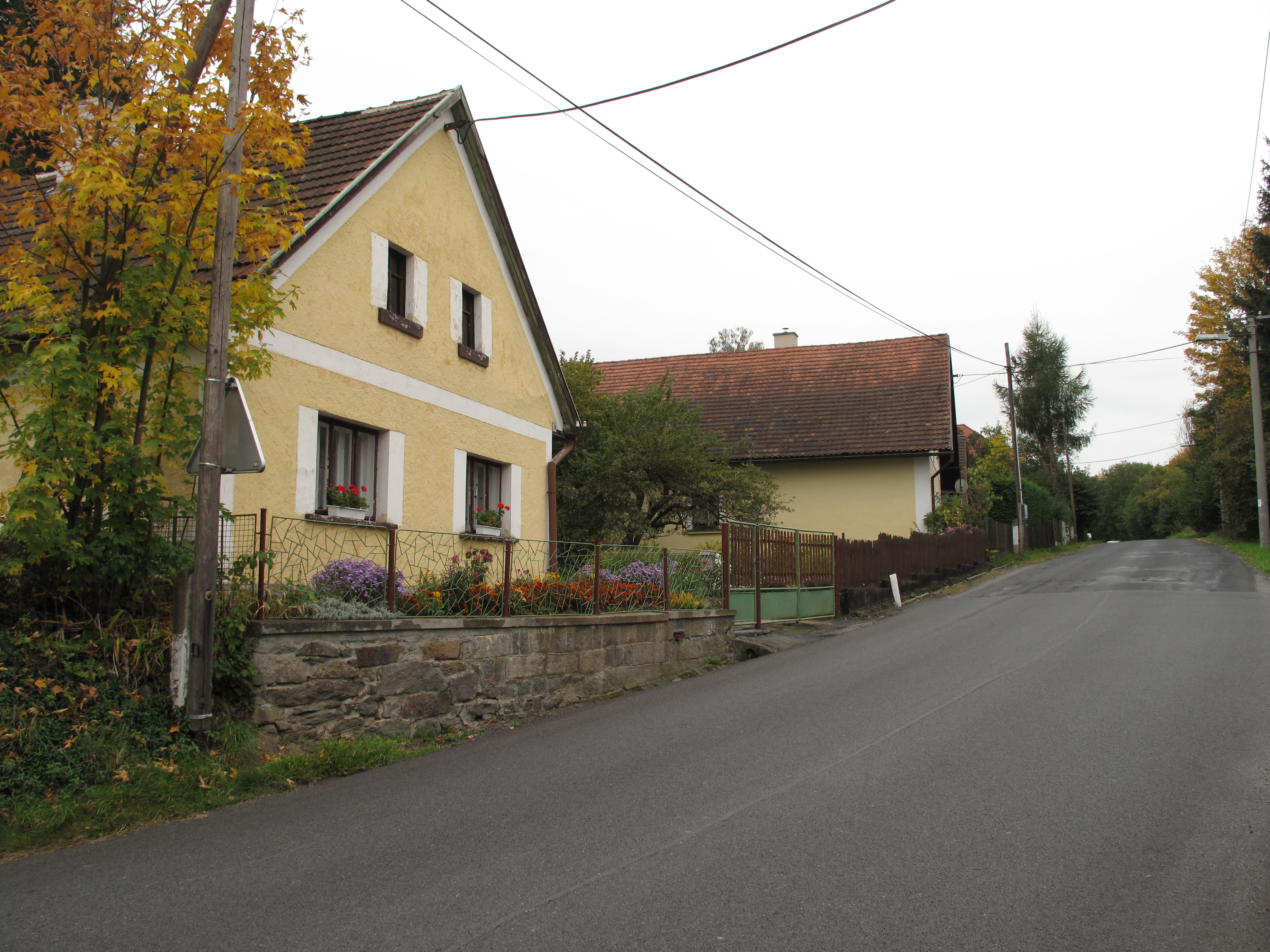
Domy
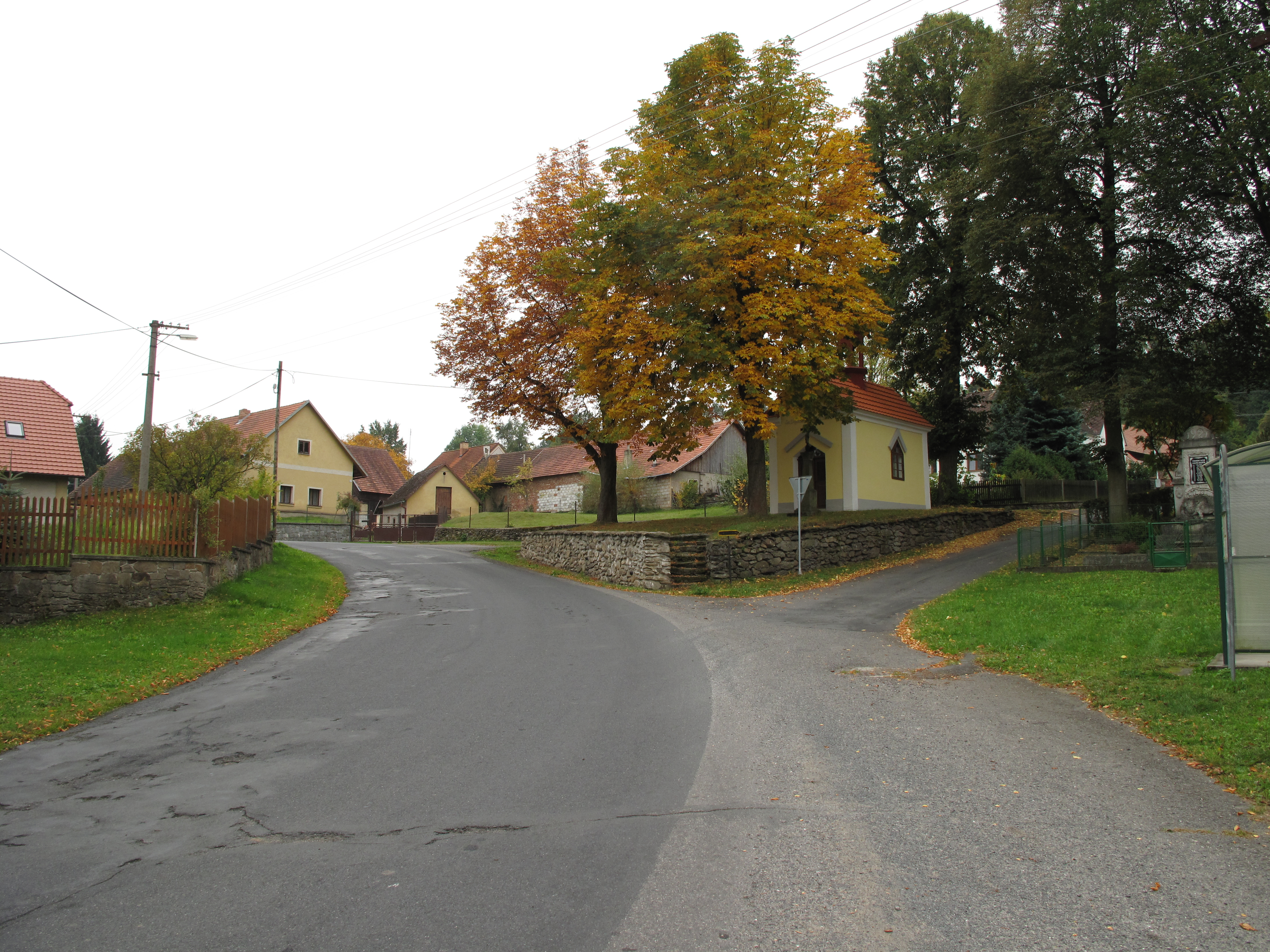
Náves
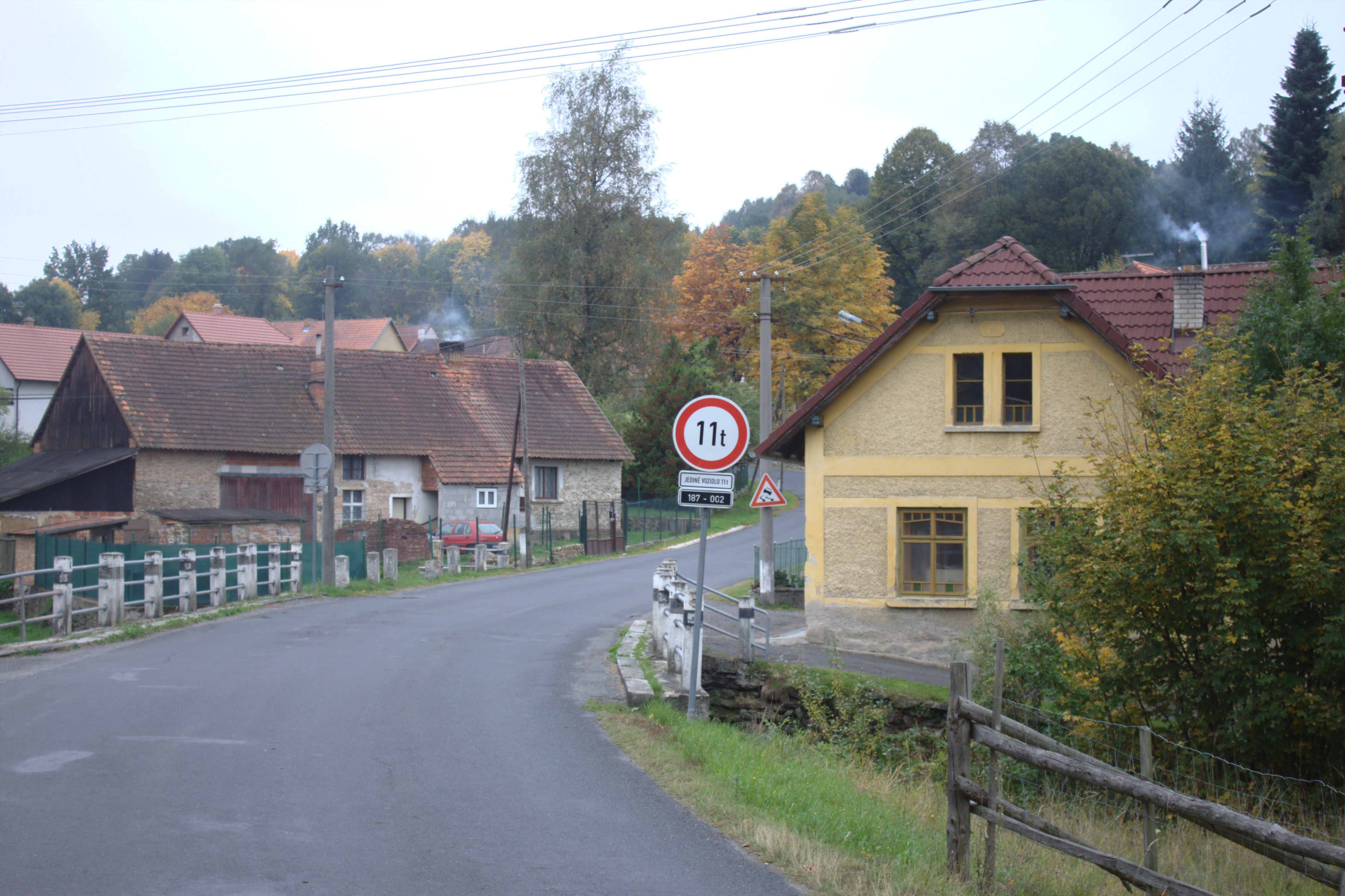
Obec